# Sisikon
Sisikon est une commune suisse du canton d'Uri.

## Géographie

Vue aérienne de 100 m par Walter Mittelholzer (1922)

Sisikon est situé sur l'étroit delta du Dorfbach, au débouché de la vallée de Riemenstalden.
Selon l'Office fédéral de la statistique, Sisikon mesure 16,33 km2.

## Démographie
Selon l'Office fédéral de la statistique, Sisikon compte 388 habitants en 2008. Sa densité de population atteint 23 hab./km2.
Le graphique suivant résume l'évolution de la population de Sisikon entre 1850 et 2008 :

## Transports
Ligne ferroviaire CFF Lucerne-Gotthard-Bellinzone, à 46 km de Lucerne et à 124 km de Bellinzone

## Tourisme
- Chapelle de Tell au lieu-dit Tellsplatte